# 渡辺孝夫
渡辺 孝夫（わたなべ たかお、1949年3月25日 - ）は、大阪府を登録地としていた元競輪選手。日本競輪学校第29期生。

## 来歴
中京大学時代、1970年に和歌山競輪場で行われた全日本大学対抗選手権自転車競技大会（通称：インカレ）の1000mタイムトライアルで優勝。また、同年の全日本アマチュア自転車競技選手権大会（通称：全アマ）の同種目でも優勝した。
競輪学校では卒業記念レースで2位に入った。1972年4月16日、岸和田競輪場（以下、岸和田）でデビューし初勝利。その後の2戦も勝ち、デビュー場所で完全優勝。
1974年の競輪祭・新人王戦（小倉競輪場、以下 小倉）で完全優勝。
1978年、オールスター競輪（西宮競輪場、6位）と競輪祭・競輪王戦（小倉、4位）で決勝進出。
2000年2月13日、岸和田で通算300勝を達成。
2006年1月27日選手登録削除。通算成績2721戦317勝。
また、1973年と1981年のトラックレース世界選手権に出場した。